# B. Pánek
B. Pánek war ein tschechoslowakischer Hersteller von Automobilen.

## Unternehmensgeschichte
Das Unternehmen Rakovník begann 1921 mit der Produktion von Automobilen. Der Markenname lautete Pánek. Im gleichen Jahr endete die Produktion. Es entstanden nur wenige Fahrzeuge.

## Fahrzeuge
Das einzige Modell war ein Kleinwagen. Für den Antrieb sorgte ein wassergekühlter Zweizylindermotor mit 12 PS Leistung. Die offene Karosserie bot Platz für zwei Personen. Ein Fahrzeug gewann einen Preis in der Cyclecar-Kategorie eines internationalen Autorennens in Spa.